# (16921) 1998 FZ52
A (16921) 1998 FZ52 a Naprendszer kisbolygóövében található aszteroida. A LINEAR projekt keretében fedezték fel 1998. március 20-án.